# Asociación Comercial de Porto Alegre
La Asociación Comercial de Porto Alegre (ACPA) es una organización histórica que representa los intereses de los comerciantes de la ciudad de Porto Alegre, Brasil.
Fundada el 14 de febrero de 1858 con el nombre de "Praça do Comércio" (en español: "Plaza del Comercio"), se constituyó oficialmente en una asamblea celebrada el 9 de mayo del mismo año. Su primera junta directiva estaba formada por Lopo Gonçalves Bastos (presidente), Miguel Heinssen, João Batista Ferreira de Azevedo, João Guilherme Ferreira, Bernardo José Barbosa, Inácio José Ferreira de Moura, José Hébert, Luís Afonso de Azambuja y Francisco de Lemos Pinto Filho.
La Praça do Comércio desempeñó un papel importante en la regulación del sector y luchó por la mejora de las comunicaciones postales y telegráficas y de los ferrocarriles, así como por la ampliación de la escollera de Río Grande, por la que entraba todo el tráfico marítimo del Estado. Durante muchos años combatió la práctica del contrabando a través de la frontera uruguaya, y obtuvo del Ministerio de Hacienda una tasa impositiva especial para el estado de Río Grande del Sur..
En 1919, la Praça do Comércio adoptó su nombre actual y tras ocupar diversas sedes a lo largo del tiempo, en 1940 se inauguró el Palácio do Comércio, sede definitiva de la entidad, inaugurada el 14 de noviembre de 1940 en presencia del presidente Getúlio Vargas.